# コンティニュー (映画)
『コンティニュー』（Boss Level）は、2020年のアメリカ合衆国のSFアクション映画。クリス＆エディー・ボレイが書いた物語から、ジョー・カーナハンとクリス＆エディーが脚色し、ジョー・カーナハンが監督を務めた。必ず死んでしまう終わりのないタイム・ループから脱出しようとする元特殊部隊の男としてフランク・グリロが主演し、メル・ギブソン、ナオミ・ワッツ、ミシェル・ヨーが共演する。
本作は、もともと2012年に『Continue』として発表され、20世紀フォックスでカーナハンによって企画されたが、企画が前進することはなかった。
その後、企画は正式に2017年11月に『Boss Level』として発表され、カーナハンとグリロ、ランドール・エメットとジョージ・ファーラが製作することとなった。
撮影は2018年3月から5月までジョージア州で行われた。
本作は当初、2019年8月16日にエンターテインメント・スタジオ・モーション・ピクチャーズによって公開される予定だったが、延期され、結局、2021年3月5日にHuluで配信された。

## ストーリー
アトランタで退役したデルタフォースの兵士であるロイ・パルヴァーは、マチェーテを振るう男が自らを殺そうとしているときにロフトで目覚める。ヘリコプターのガンナーが自らをロイだと信じている男を殺す前に、彼はその男の武装を解除する。ロイはガンナーを殺し、ヘリコプターをロイのロフトに衝突させる。ロイは窓から砂でいっぱいのトラックに飛び込み、カージャックして、今度は暗殺者のペアに追われることになる。ロイの車はバスにぶつかり、バスへと投げ込まれて死ぬ。ロイは4か月以上同じ日の5月9日に生き返り、複数の暗殺者の標的にされていることが明らかにされる。彼は今自らの場所と戦略を知っている。
48回目の試行で、ロイは疎遠になった妻のジェマに電話をかけようとする。しかし、彼女の電話に出たのは、防衛産業の請負業者ダイナウ社の研究所の責任者であり、彼女の上司でもあるクライヴ・ヴェンター大佐であった。ベンターはロイに、ジェマが前の晩に研究室での事故で亡くなったと語った。ロイは疑うものの、その情報に基づいて行動する前に殺されてしまう。
前日のループのないタイムラインにおいて、ロイはダイナウ社の研究所のジェマを訪問し、就職の面接を受けたと信じている。ジェマとロイは息子のジョーについて口論する。ジェマが、ロイが父親であるとジョーに言っていないからであった。ダイナウ社のセキュリティ責任者は、ジェマを呼び出して、ベンターと話しをする。ジェマは、会社ではなくロイのサービスが必要であることを明らかにし、ロイの髪の毛を直すことを装って密かにDNAサンプルを採取する。
143回目の試行で、ロイはアンダーグラウンド・アトランタに到着し、ジョーを見つける。ロイは彼をメインアーケードエリアに連れて行き、そこでビデオゲームトーナメントに参加するために学校をサボったことを告白する。暗殺者たちがやって来ると、ロイは身を挺してジョーを守り、死ぬ前に自らがジョーの父親であることを明らかにする。ロイは自分が追跡されていることに気づき、歯の中にあった送信機を発見した。
ロイは繰り返されるリセットを利用して、試行錯誤を使用してダイナウ社の防衛網を調べ、さらに剣術の訓練を受ける。156回目の試行で、ベンターは研究室の機械と自らの計画についての真実を明らかにする。それはオシリス・スピンドルと呼ばれ、歴史を書き換えることができる量子装置であった。ベンターはそれを使って世界の独裁者としての地位を確立することを計画していた。また、ベンターは、ジェマの死に対する自らの責任を認める。ロイは、ジェマが自分のDNAとオシリス・スピンドルを使って、自分をタイムループに入れたことに気づく。その後の試行で、オシリス・スピンドルはシャットダウンできず、あまりにも長く起動し続けると世界が破壊されることが明らかになる。ロイは、自分がダイナウ社にいる間、ジョーが他の暗殺者の標的にされていたことを知る。アーケードに到着したロイは、警察がジョーの遺体を現場から運び出そうとしているのを目撃してしまう。ロイが警察をかいくぐろうとしたとき、オシリス・スピンドルが爆発し、世界を破壊されてしまう。
ロイは、世界が終わる前に、さまざまな活動を通じてジョーとの絆を深める日々を過ごし始める。249回目の試行で、ロイとジョーは今までより長く会話をし、ジョーは彼が今朝母親と話をしたことを明らかにする。ロイは通話記録の時間を見て、毎朝目を覚ます時にはジェマがまだ生きていることに気づく。次の試行で、ロイは施設へと急ぐが、戦いながら進むため間に合わずジェマを救うことはできなかった。しかし、彼が目を覚ます時から彼女が殺される時まで14分あることを発見し、彼は自殺してその日をリセットする。
目覚めると、ロイはヘリコプターに飛び乗ってパイロットにダイナウ社に飛ばすように命じる。彼はパイロットを倒し、ミニガンで、彼を施設まで追跡してきたすべての暗殺者を始末し、それによってジョーを救い、ブレットとベンターを殺してジェマを救うためにちょうど間に合うように階下で戦う。ロイは、ジョーの父親になるために試行を費やしてきたこと、そして彼が世界の終わりを見たことを明らかにする。ジェマは、ロイがオシリス・スピンドルに入ると連鎖反応を止めることができるかもしれないと説明する。オシリス・スピンドルは、何かが彼に起こった場合に今度は本当の意味で死ぬロイの最後の1日をリセットする。ロイはオシリス・スピンドルに入り、最後に1日をリセットする。彼はベンターを倒し、ジェマとジョーの両方を救う方法についての知識を残しながら、最後のリセットをした。

## キャスト
※括弧内は日本語吹替
- ロイ・パルヴァー: フランク・グリロ（西凛太朗） - 元デルタフォース部隊の大尉。
- クライヴ・ヴェンター大佐: メル・ギブソン（井上和彦）
- ジェマ・ウェルズ博士: ナオミ・ワッツ（那村有香） - ロイの元妻で、ダイナウ社の研究所の博士。時空全体を変質させる研究をしている。
- ダイ・フェン: ミシェル・ヨー（那村有香） - 12回世界チャンピオンになった有名な中国の剣士。ロイに剣術を教える。
- ブレット: ウィル・サッソ（山口恵） - ダイナウ社の警備責任者。
- アリス: アナベル・ウォーリス  - 歯科衛生士。
- ガンナー: ロブ・グロンコウスキー
- ジェイク料理長: ケン・チョン（裕樹）
- デイヴ: ショーン・マッキニー
- ガブリエル: マチルド・オリヴィエ - バーの店主。
- 観音 / グァン・イン（曽谷理華）: セリーナ・ロー（英語版） - ロイを付け狙う殺し屋集団の一人。刀を得物とするアジア系女性暗殺者。
- パム: メドウ・ウィリアムズ（菊永あかり） - 殺し屋集団の一人。アドルフ・ヒトラーのPPKを愛用する女性スナイパー。
- エスメレルダ: アルミダ・ロペズ - パムの相棒でミニバンの運転手。
- モーニング野郎: バスター・リーヴス
- 双子のドイツ人: クイントン・ジャクソン/ラシャド・エヴァンス
- 爆発男（カブーン） / マーシャル: アーロン・ビールナー
- ロイ2号: エリック・エステバリ
- スマイル野郎: Michael Tourek
- ジョー: リオ・グリロ

## 製作
2012年1月、ジョー・カーナハンは、元々は『コンティニュー』というタイトルの20世紀フォックスの映画に取り組んでいることを発表し、本作を「アクション映画版『恋はデジャ・ブ』」と表現した。
2012年5月、20世紀フォックスがプロジェクトを進めていることが報告された。
2012年9月、カーナハンは俳優のフランク・グリロと一緒に撮影したスクリーンテストをTwitterに投稿し、「この映画がいかにクールだったかを示すために…」、それらを共有していると述べた。
2017年11月には、グリロとメル・ギブソンが共演するために交渉中であること、タイトルが『ボス・レベル』へと変更されたこと、カーナハンが脚色し監督することが報告された。
2018年3月にはさらにキャストの追加が続き、ウィル・サッソ、ナオミ・ワッツ、アナベル・ウォーリス、ロブ・グロンコウスキーがキャストに加わることとなった。そして、ジョージア州サバンナで撮影が始まった。
翌月、ケン・チョン、マチルド・オリヴィエ、セリーナ・ロー、ミシェル・ヨーがキャストに加わった。
2018年4月、撮影はアトランタで行われた。この撮影には、プルマンヤード、オークランドシティMARTAステーション、ジョージア水族館の近くで行われたものが含まれる。さらに、撮影はディケーターでも行われた。
2018年5月12日と13日にアトランタでレストランのシーンが撮影された 。
5月13日、Screen Dailyは、撮影が終了したと報告した。映画の予算は4500万ドルであった。

## 公開
2018年4月、 Entertainment Studios Motion Picturesがこの映画の米国での配給権を取得し、2019年8月16日に公開する予定だったが、公開日は取り消された。
エンターテインメントウェブサイトColliderが主催する、本作の特別無料事前上映会が2020年2月11日にハリウッドのアークライトシネマで開催され、上映会に続いてグリロとカーナハンによるQ&Aセッションも開催された。
2020年6月、エンターテインメント・スタジオは映画の配給権権を手放し、2020年11月に米国での配給権はHuluによって8桁もの取引で取得されることとなった。
そして、2021年3月5日に、ようやく公開された。
2021年4月、『Boss Level』が『コンティニュー』の邦題で、2021年6月4日より日本で公開されることが決定した。

## 興行収入
本作は初週で349,449ドルを稼いだ。

## 評価
レビュー収集サイトのウェブサイトRotten Tomatoesでは、51件のレビューで76％の支持率を得ており、平均評価は6.6 / 10、サイトの批評家たちの一致した見解は「『ボス・レベル』は、増加中でたくさんあるタイムループ物を、独自の過剰さで楽しみ、嬉々として度を超えたSFアクションスリラーでもって、パワーアップしている」となっている。Metacriticでは、15人の批評家によって「賛否混在または平均」と評価されており、加重平均スコアは100点満点中55点となっている。
クリスチャン・ブラウベルトがIndieWireに寄稿したレビューによると、映画自体にはB評価を与えた上で、「スターの役であり、グリロにはそれが備わっている。最も重要なのは、手にコントローラーを持っていなくても、他の誰かがビデオゲームをプレイしているのをただ見ているだけだと感じさせないほど、充分にロイに感情移入させることである。ピクセルは見えないが、グリロは『コンティニュー』にほとんどのテレビゲーム映画の数々に欠けているもの、つまり躍動を与えている。」と評価している。